# Garínoain
Garínoain là một đô thị trong tỉnh và cộng đồng tự trị Navarre, Tây Ban Nha. Đô thị này có dân số là 396 người. Đô thị nằm ở độ cao 377 m trên mực nước biển, cách tỉnh lỵ km.
Các đô thị giáp ranh: Barásoain, Olóriz, Orísoain, Leoz, Pueyo và Artajona.

## Biến động dân số
| 1897 | 1900 | 1930 | 1940 | 1950 | 1960 | 1970 | 1975 | 1981 | 1991 | 1999 | 2004 |
| ---- | ---- | ---- | ---- | ---- | ---- | ---- | ---- | ---- | ---- | ---- | ---- |
| 352  | 387  | 414  | 399  | 395  | 377  | 328  | 342  | 311  | 293  | 331  | 443  |

| Biến động dân số                                          | Biến động dân số | Biến động dân số | Biến động dân số | Biến động dân số | Biến động dân số | Biến động dân số | Biến động dân số | Biến động dân số | Biến động dân số | Biến động dân số |
| 1996                                                      | 1998             | 1999             | 2000             | 2001             | 2002             | 2003             | 2004             | 2005             | 2006             | 2007             |
| --------------------------------------------------------- | ---------------- | ---------------- | ---------------- | ---------------- | ---------------- | ---------------- | ---------------- | ---------------- | ---------------- | ---------------- |
| 299                                                       | 331              | 331              | 356              | 374              | 396              | 423              | 443              | 464              | 480              | 478              |
| Sources: Garínoain et instituto de estadística de navarra |                  |                  |                  |                  |                  |                  |                  |                  |                  |                  |

==Tham khảo==